# Masernvirus

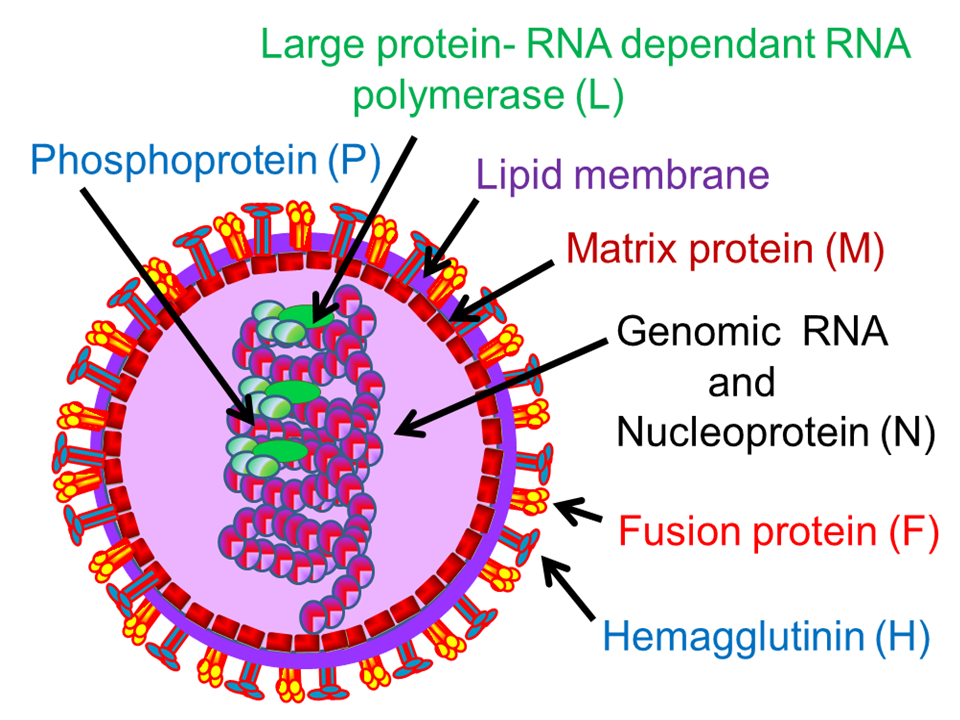
Schemazeichnung: Virion des Masernvirus

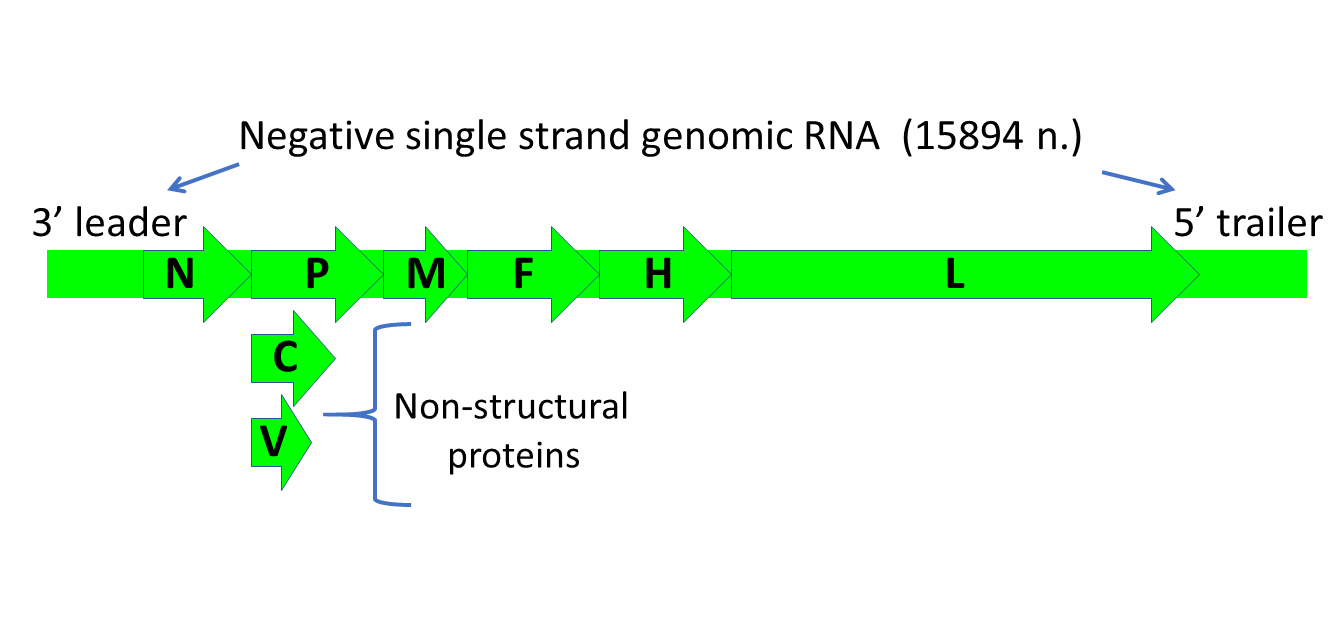
Genomkarte des Masernvirus

Das Masernvirus (MeV) ist ein ausschließlich humanpathogener, etwa 100–250 Nanometer großer Erreger der Masern aus der Familie der Paramyxoviridae (Gattung Morbilliviren). Das einzige Reservoir bildet der infizierte Mensch. Experimentell können auch Hunde infiziert werden, bilden (trotz der Verwandtschaft der Masernviren mit dem Erreger der Staupe) jedoch keine Symptome aus. Es wurden sowohl natürliche als auch künstlich herbeigeführte Masernerkrankungen bei verschiedenen Affenarten beobachtet; es ist jedoch davon auszugehen, dass ihre Populationen zu klein sind, um als natürliches Reservoir für das Virus dienen zu können. Das Masernvirus zählt zu den sogenannten neurotropen Viren, da sie entlang peripherer Nerven und in der Regel hämatogen über die Blut-Hirn-Schranke in das Zentralnervensystem eintreten können. Daher führt eine Infektion häufig zu neurologischen Komplikationen.

## Merkmale

### Herkunft
Der Zeitpunkt der Entstehung und Ausbreitung des Masernvirus ist nicht gesichert erforscht. Vermutungen besagen, das Masernvirus sei erst im 11. oder 12. Jahrhundert n. Chr. evolutionär aus dem Rinderpestvirus hervorgegangen. Berichten aus dem 7. Jahrhundert, welche einem jüdischen Arzt namens Al-Yehudi zugeschrieben wurden, wird das Masernvirus als Erreger zugeordnet. Die erste bekannte ausführliche Beschreibung der Masern erfolgte durch den persischen Arzt Abu Bakr Mohammad Ibn Zakariya al-Razi (Rhazes), der Anfang des 10. Jahrhunderts angab, sie wären „mehr gefürchtet als die Pocken“. Die Auswertung einer Sequenzierung der Masernvirus-RNA im Lungenpräparat eines 1912 an Masern verstorbenen Mädchens sowie weiterer 129 verschiedener Masernvirus-Isolate ergab als wahrscheinlichsten Zeitpunkt der Entstehung des Masernvirus aber bereits das 6. Jahrhundert vor unserer Zeitrechnung. Im Text der Studie wurde die Hypothese aufgestellt, dass sich aufgrund der Bildung von Großstädten und Populationsgrößen in der damaligen Zeit das Virus erst zu diesem Zeitpunkt unter Menschen nachhaltig weiterverbreiten konnte.

### Aufbau
Das Masernvirus enthält eine einzelsträngige, nicht-segmentierte RNA mit negativer Polarität (ss(−)RNA). Das Genom besteht aus 15.894 Nukleotiden, die für sechs Proteine kodieren: ein Nucleoprotein (N-Protein), Phosphoprotein (P-Protein), Matrixprotein (M-Protein), Fusionsprotein (F-Protein), Hämagglutinin (H-Protein), ein „großes Protein“ (L, large protein) und zwei nicht-strukturelle Proteine V und C. N-, P- und L-Protein bilden mit der RNA einen Komplex. Das V- und C-Protein sind in die virale Transkription sowie Replikation involviert.
Das Masernvirus besitzt eine Virushülle, die das Glykoprotein Hämagglutinin, ein zweites Glykoprotein, das Fusionsprotein enthält, beides sind Transmembranproteine. Insbesondere gegen Hämagglutinin richten sich die bei einer Impfung oder durch eine Infektion hervorgerufene, neutralisierende Antikörper.
An der Innenseite kommen Matrixproteine vor, jedoch keine Neuraminidasen. Diese Oberflächenproteine sind für die Fusion des Virions mit der Wirtszelle und die Aufnahme durch diese verantwortlich. Die Rezeptoren, über die das Virus in die menschlichen Zellen aufgenommen wird, sind CD46, CD150 (SLAM, signaling lymphocyte-activation molecule) und Nectin-4. Nectin-4 wird von Epithelzellen präsentiert, CD150 von gewissen Zellen des Immunsystems (Lymphozyten, Monozyten, Makrophagen und dendritische Zellen) und ist für das Virus der Hauptrezeptor. Diese Zellen spielen daher bei der Pathogenese einer Maserninfektion (mit dem Wildvirus) eine große Rolle. Der Rezeptor CD46 dient bei Impfungen mit Masernimpfstoffen als zusätzlicher zellulärer Rezeptor.
Das F-Protein ist an der Zell-zu-Zell-Verbreitung des Virus beteiligt.

### Eigenschaften
Die von einer Impfung mit Masernimpfstoffen hervorgerufenen (induzierten) Antikörper richten sich gegen die Oberflächenproteine des Masernvirus, insbesondere das H-Protein.
Durch die Virushülle ist das Masernvirus sehr empfindlich gegenüber äußeren Einflüssen wie erhöhten Temperaturen, Licht, Ultraviolettstrahlung, Fettlösungs- und Desinfektionsmitteln und milden Detergentien. An der Luft beträgt seine Überlebenszeit lediglich zwei Stunden. Es besitzt eine hohe Ansteckungsfähigkeit (Kontagionsindex) von etwa 95 %. Die virale RNA-Polymerase kann mit ERDRP-0519 gehemmt werden.
Das Masernvirus bildet nur einen Serotypen. Die WHO definiert über 24 Genotypen (Variationen der genetischen Informationen) in acht Gruppen bzw. Kladen (A–H), die antigenetisch stabil sind, was eine Nachvollziehbarkeit der weltweiten Infektionswege ermöglicht. Die Genotypen entstehen aufgrund der unterschiedlichen Gensequenzen der H- und N-Proteine. Beschrieben sind folgende Genotypen: A, B1, B2, B3, C1, C2, D1, D2, D3, D4, D5, D6, D7, D8, D9, D10, D11, E, F, G1, G2, G3, H1 und H2. Alle in Masernimpfstoffen verwendeten Stämme (Moraten, Edmonston-Zagreb) zählen zu Genotyp A. Zur Identifizierung liegen sogenannte Referenzstämme vor, beispielsweise New York.USA/94 Ibadan.NIE/97/1 für B3. Die Referenzstämme liegen in der Biobank des Centers for Disease Control and Prevention (CDC) und im Virus Reference Department, Public Health England (PHE) in London.
Die überwiegend vorkommenden Genotypen in (West-)Europa sind in den letzten Jahren (ab 2013) B3 und D8. Von 24 Genotypen wurden seit den 1990er Jahren noch 19 detektiert (A, B2, B3, C1, C2, D2, D3, D4, D5, D6, D7, D8, D9, D10, D11, G2, G3, H1 und H2), zwischen 2005 und 2014 dreizehn und seit 2009 nur noch acht. Dies lässt darauf schließen, dass aufgrund global steigender Impfquoten viele Genotypen nicht mehr zirkulieren.

## Übertragung
Das Virus wird nur von Mensch zu Mensch übertragen, ist also theoretisch ausrottbar. Es verbreitet sich durch Tröpfcheninfektion (Husten, Niesen, Sprechen) oder direkten menschlichen Kontakt. Eine Infektion ist bereits bei kurzer Exposition möglich, der Kontagionsindex liegt bei 0,95. Das heißt, dass sich 95 % aller Menschen ohne entsprechende Immunität infizieren und daraufhin klinische Erscheinungen entwickeln.

## Erregernachweis
Der indirekte Erregernachweis erfolgt durch den Nachweis spezifischer Antikörper mittels ELISA oder KBR (Komplementbindungsreaktion). Der Nachweis der Virus-RNA ist aufwändig und erfolgt nur in Speziallaboren; er ist nur bei einem Verdacht auf eine Subakute sklerosierende Panenzephalitis nach einer Maserninfektion sinnvoll und wird mit Liquor als Probenmaterial durchgeführt.

## Meldepflicht
In Deutschland ist der direkte oder indirekte Nachweis vom Masernvirus namentlich meldepflichtig nach § 7 des Infektionsschutzgesetzes (IfSG), soweit der Nachweis auf eine akute Infektion hinweist. Die Meldepflicht betrifft in erster Linie die Leitungen von Laboren (§ 8 IfSG).
In der Schweiz ist der positive laboranalytische Befund (und der negative Befund bei PCR-Analyse) zu einem Masernvirus für Laboratorien meldepflichtig und zwar nach dem Epidemiengesetz (EpG) in Verbindung mit der Epidemienverordnung und Anhang 3 der Verordnung des EDI über die Meldung von Beobachtungen übertragbarer Krankheiten des Menschen.